# Proto S.E.T. 2
Le Proto S.E.T. 2 est un avion militaire de l'entre-deux-guerres conçu en Roumanie par Ștefan Protopopescu, un des pionniers de l'aviation roumaine, qui fut en 1909 le premier pilote breveté en Roumanie.